# 西藏小子
《西藏小子》是一齣香港動作電影，由其中三位七小福：元彪、元華、成龍（客串演出）主演。
內容講述一名來自西藏布達拉宮喇嘛旺拉，到香港接收收藏家包氏送回的布達拉宮遺失以久的聖物巴布金瓶。此時，流亡海外的紅教領袖羅桑得知金瓶消息，欲奪之，利用其神奇力量重返布達拉宮。旺拉與包氏的律師代表邱勝男會合，兩人一同到包氏大宅接收寶瓶，卻被羅桑早到一步，殺害包氏，並奪得寶瓶，兩人與其爭奪時被制服，羅桑將兩人捆綁在巨型魚缸內，欲殺害兩人，兩人在形勢危急下心靈相通結成手足，爆出魚缸，為奪回金瓶，兩人各請本尊與羅桑展開激戰。

## 演員陣容
| 演 員         | 角 色                               |
| 元彪          | 羅布拉西/旺拉（Wong La）            |
| 李嘉欣        | 邱勝男（Chiu Seng-Neng）            |
| 元華          | 黑教教主 （Black Section Sorcerer） |
| 利智          | 黑教教主的妹妹（Sorcerer's Sister） |
| 喬宏          | 羅便臣（Robinson）                  |
| Michael Dingo | Michael                             |
| 午馬          | 拉西的師傅，黄教教主（Wong Master） |
| 樓南光        | 機場保安護衛員                      |
| 成龍          | 路人                                |

## 幕后
該片為元彪出演《孔雀王子》和《阿修罗》之後再次出演關於藏傳佛教的电影，在西藏布達拉宫實地取景。